# أوتشي إيكبيزو
أوتشي إيكبيزو (بالإنجليزية: Uche Ikpeazu) (28 فبراير 1995 في المملكة المتحدة - ) هو لاعب كرة قدم بريطاني في مركز الهجوم. لعب مع بورت فايل ونادي بلاكبول ونادي دونكاستر روفرز ونادي واتفورد ونادي كرو ألكساندرا.

## وصلات خارجية
- أوتشي إيكبيزو على موقع اتحاد تركيا (لاعب) (الإنجليزية)
- أوتشي إيكبيزو على موقع قاعدة بيانات كرة القدم.إي يو (الإنجليزية)
- أوتشي إيكبيزو على موقع Soccerbase.com (لاعب) (الإنجليزية)
- أوتشي إيكبيزو على موقع Soccerway.com (الإنجليزية)
- أوتشي إيكبيزو على موقع عالم كرة القدم.نت (الإنجليزية)
- أوتشي إيكبيزو على موقع AS.com (الإسبانية)